# Титло
Титул е разширен диакритичен символ, надреден знак, както за съкращаване на думи, така и за отбелязване на численото значение на буквите от кирилицата.

## Произход
В старобългарския език са познати формите (титьлъ, титълъ, титьл҃, титл҃, ті́тьлъ, ті́тълъ, ті́тьл҃, ті́тл҃), за тнтелъ м. р. - в. тнт(ь)лъ, за тнт(ь)ла ж. р. - в. тнт(ь)лъ, като тнт(ь)лъ м. р. означава „надпис“ и „титул“, подобно на „титло“ в руския, на „τίτλος“ в гръцкия и на „titulus“ в латинския.
Сред най-известните първоизточници за титьлъ е описаният в Евангелието от Йоан триезичен надпис на Животворния кръст (Дърво на живота, Кръст на истината, Кръст Господен), на който бил разпнат Иисус Христос: ѳ҃і Написа́ же и҆ ті̑тла пїла́тъ, и҆ положѝ на крⷭ҇тѣ̀. бѣ́ же напи́сано: і҆и҃съ назѡрѧни́нъ цр҃ь і҆ꙋде́йскїй. к҃ Сегѡ́ же ті́тла мно́зи что́ша ѿ і҆ꙋдє́й, ꙗ҆́кѡ бли́зъ бѣ̀ мѣ́сто гра́да, и҆дѣ́же пропѧ́ша і҆и҃са: и҆ бѣ̀ напи́сано, є҆вре́йски, гре́чески, ри́мски. , да се чете „19.19 А Пилат написа и надпис, и го постави на кръста. 19.20 Написано беше: Иисус Назорей, Цар Иудейски. Тоя надпис четоха мнозина от иудеите, понеже беше близо до града мястото, дето Иисус бе разпнат, и написаното бе по еврейски, гръцки и латински.“ На Животворния кръст е акронимът INRI от латинското IESVS NAZARENVS REX IVDAEORVM, в превод „Исус от Назарет, Цар на Юдеите“.

## Разновидности
За съкращаване под знак се използва както обикновен, така и буквен титул. Обикновен титул е хоризонтална чертица над съкратено изписана дума (надредно), напр. Исус – и͠с. Буквен титул е надреден знак (дъгичка) над съкратени букви над съкратено изписана дума, напр. Кръст – крⷭ҇тѣ̀ , Христа – хрⷭ҇та̀ , Божествена – бжⷭ҇т́внаа. Името на буквен титул се определя от името на буквата, която съдържа, напр. добро-титул ⷣ҇ в бцⷣ҇а (Богородица), глагол-титул ⷢ҇ в еѵⷢ҇лїе (Евангелие), он-титул ⷪ҇ в прⷪ҇ро́къ (Пророк), рцы-титул ⷬ҇ в имⷬ҇къ (Имярек), слово-титул ⷭ҇ в хрⷭ҇та̀ (Христа). При съкратено крайно ъ в думи като въ, изъ, надъ се ползва знакът { ⸯ }, наричан паерок, ерок, ерчик, ертица, в. напр. поꙁнахⸯ. 

## Значение и интерпретация
Значението и интерпретацията на титул зависи от контекста. Константин Костенечки представя различни по смисъл графични варианти на титул в граматически трактат: "Какво е титлата? Само белег за думата, който съдържа под себе си и букви, за да означат важните думи. И това показва голямото изкуство на мъдреците във всички писания, защото в Коласаи видяхме изписан целия Псалтир върху две коли не само с титлите, но и със знаците над буквите." При все, съкращаването базира на подреждане в графични групи, напр. г҃ь за господь. Употребява се до ден днешен в християнските общности по света, в надписи върху съвременни икони и в служебни книги, отпечатани на църковнославянски език, особено за съкратено изписване на свети имена (Nomina Sacra) в богословска литература. Пълното заглавие на трактата гласи:
Сказа́нїе и҆зьꙗ҆вл́нно ѡ҆ пи́сменеⷯ, ка́ко дръжа́ти се, да не́ прѣложенеⷨ си́ ⷯ растлѣваютсе бжⷭ҇т́внаа писа́нїа. и҆ ка́ко и҆ коиⷨʹ ѡбразоⷨ и҆ н҃нга́ но́во и҆здава́емаа погы́бають. и҆ въсе́гаⷣ бл҃гочь́стивїи самодръ́жци тщоу́тсе о҆ и̑зда́нїи.⸱ ѡ҆брѣта́юше си́ ⷯ растлѣнныⷯ. и҆ ѡ҆ о҆дѣа́нїи си́ ⷯ, и҆ зна́мениⷯ. ибо̀ не́ въ пи́сменеⷯ тъ́чїю растлѣва́ютсе, нь̑ и҆ въ си́лаⷯ гла́са, и҆ оу҆че́нїи ѡ҆троче́ть, и҆ разли́чїи мнѡ́ѕѣ ⷯ. ѡ҆ ихже длъ́жни есмы назна́мена́ти кое́моужⷣе ѡбраз.,
да се чете:
Сказание за буквите как да се спазват правилата, за да не се покваріават Божествените писаниіа заради объркването им и как и по какъв начин дори и днес погубват новите преводи, и благочестивите самодържци винаги се стараіат да има нови преводи, когато намеріат, че старите са покваренн. Н за одеіаниіата на буквите, и за знаците, защото хората бъркат не само буквите, но и ударениіата. И за обучението на децата, и за различаването на много букви. Поради това сме длъжни да опишем всіако поотделно.